# Alberto Ingo Hauss
Pour les articles homonymes, voir Hauss.
Alberto Ingo Hauss, né le 9 mars 1954 et aussi connu sous le nom de Bela Wycombe, est un compositeur et producteur allemand. Il a travaillé avec des artistes tels que Oliver Cheatham, Beats 4 You, Chocolate, U96, F.R.E.U.D., Boytronic, ATC et Culture Beat. Il a également remixé des chansons de Aretha Franklin, Sting et Diana Ross.